# كلية مدينة العلم الجامعة
كلية مدينة العلم الجامعة، كلية خاصة أهلية في بغداد بجمهورية العراق. تخضع الكلية للقوانين والتعليمات النافذة في وزارة التعليم العالي والبحث العلمي.

## الأقسام
تحتوي على ثمانية أقسام وهي:
- قسم القانون
- قسم علوم الحياة
- قسم هندسة الحاسوب
- قسم هندسة تقنيات الحاسوب
- قسم المحاسبة
- قسم الهندسة المدنية
- قسم علوم الفيزياء الطبية
- قسم تقنيات التخدير